# Roman Makarius
Prof. JUDr. Ing. Roman Makarius, CSc., (6. srpna 1938 Brno – 3. února 2015 Praha) byl český univerzitní profesor a emeritní báňský úředník. Od roku 1961 působil v provozních funkcích v hornických organizacích, v roce 1977 se stal pracovníkem Státní báňské správy ČSR. V letech 1997–2008 stál v čele Českého báňského úřadu.

## Životopis
Bývalý profesor, JUDr., Ing., CSc., emeritní předseda Českého báňského úřadu. Roman Makarius se narodil 6. srpna 1938 v Brně. Po dokončení střední průmyslové školy hornické v Příbrami, jedenáctiletky a konzervatoře (varhany) studoval na Vysoké škole technické v Košicích a svá studia úspěšně dokončil v roce 1965 (dálkové studium) na Hornicko-geologické fakultě Vysoké školy báňské v Ostravě. Po ukončení nastoupil v Kamenouhelných dolech Kladno na Důl Nosek v Tuchlovicích. Zde pak zastával funkce vedoucího větrání, inspektora bezpečnosti práce a zástupce ředitele pro výrobu. Od roku 1964 byl členem báňského záchranného sboru a několik let pracoval jako vedoucí ZBZS tohoto dolu. V roce 1977 přešel na Český báňský úřad jako ústřední báňský inspektor. V roce 1980 působil ve funkci ředitele I. odboru ČBÚ, od roku 1990 byl náměstkem předsedy ČBÚ a od 1. dubna 1997 zastával funkci předsedy tohoto vrcholného orgánu státní správy až do odchodu do důchodu dnem 1. dubna 2008. Při zaměstnání absolvoval Právnickou fakultu Univerzity Karlovy, aspirantské studium na VŠB-TU a nakonec, po habilitaci na funkci docenta této školy v oboru hornictví a bezpečnosti práce, se po několika letech pedagogické a vědecké činnosti stal jedním z profesorů této hornické Alma mater.
Jako uznávaný a vážený odborník v oblasti správního a horního práva, historie horního práva a také v oblasti bezpečnostních předpisů, v hornictví a v báňském záchranářství, kde působil jako soudní znalec v oboru těžba a bezpečnost práce v hornické činnosti a při činnosti prováděné hornickým způsobem. Je spoluautorem knihy Zdolávání požárů v hlubinných dolech a autorem publikací Inertizace při důlních požárech. Za svoji aktivní činnost, obětavost a neúnavnou práci ve prospěch hornictví, státní báňské správy a báňského záchranářství byl několikrát vyznamenán záchranářskými, rezortními a státními vyznamenáními u nás i v zahraničí, kde jsou vysoce oceňovány jeho zásluhy. Roman Makarius zemřel ve věku 76 let dne 3. února 2015.
V roce 1965 působil jako dirigent komorních a symfonických orchestrů a pěveckých sborů. Od roku 1961 byl sbormistrem Hornického pěveckého sboru Kladno.

## Publikace
- Seznam děl v Souborném katalogu ČR, jejichž autorem nebo tématem je Roman Makarius
- České horní právo. 1. a 2. díl. Ostrava, 1999 a 2000.
- Z dějin královské, císařské a státní báňské správy. Ostrava, 2004.

## Ocenění
- Zlatý záslužný záchranářský kříž
- Rytíř Maltézského řádu
- Nositel Velkodůstojnického kříže pro Merito Melitensis
- Nositel Zlaté jehlice báňských záchranářů SRN
- Nositel zlatého kříže za zásluhy o Rakouskou republiku
- Nositel medaile Jiřího Agricoly [3]